# Poro (grupo)
Poro es un grupo de artistas de Belo Horizonte, Brasil, que circula desde 2002 realizando intervenciones urbanas e acciones efímeras.
Según Daniela Labra, el Poro «a veces crea situaciones con explícito discurso político, como en el trabajo Imagine, otras veces hace intervenciones urbanas sutiles para despertar un sentimiento poético en el pasante».
Los trabajos del Poro buscan traer cuestiones sobre los problemas de las ciudades a través de una ocupación poética de los espacios. Sus integrantes creen que la ciudad debe ser cada más reivindicativa como espacio para el arte e interfiere aproximando la política al arte, en el contexto rutinario. A través de sus acciones, intentan problematizar la relación de las personas con el arte, la relación de las personas con la ciudad y la relación del arte con la vida.